# Les Prisonniers de la haine
Ne doit pas être confondu avec Le Prisonnier de la haine.
Les Prisonniers de la haine est le premier roman du journaliste et écrivain ivoirien Venance Konan. Publié en 2003, ce roman est accueilli comme un vrai livre à succès.
L'auteur raconte l'histoire d'amour mouvementée entre le journaliste Cassy et la jeune Olga rêvant de devenir mannequin. Avec pour contextes d'une part la société ivoirienne rongée par la décadence morale et d'autre part le Liberia frappé par les atrocités de la guerre civile. La drogue, le danger des sectes religieuses, la corruption, le relâchement des mœurs sexuelles, le désespoir de la jeunesse livrée à elle-même sont parmi les principaux thèmes abordés.